# San Pedro Teutila
San Pedro Teutila là một đô thị thuộc bang Oaxaca, México. Năm 2005, dân số của đô thị này là 4139 người.